# Paul N. J. Ottosson
Paul N. J. Ottosson, de son vrai nom Nils Jörgen Paul Ottosson, est un monteur son, un mixeur et un designer sonore suédois né le 25 février 1966  à Lönsboda (Comté de Scanie, Suède).

## Filmographie (sélection)
- 1999 : Mon Martien bien-aimé (My Favorite Martian) de Donald Petrie
- 2002 : Le Roi Scorpion (The Scorpion King) de Chuck Russell
- 2004 : The Grudge de Takashi Shimizu
- 2004 : Spider-Man 2 de Sam Raimi
- 2007 : Spider-Man 3 de Sam Raimi
- 2008 : Démineurs (The Hurt Locker) de Kathryn Bigelow
- 2009 : 2012 de Roland Emmerich
- 2011 : Anonymous de Roland Emmerich
- 2012 : Zero Dark Thirty de Kathryn Bigelow
- 2012 : Men in Black 3 de Barry Sonnenfeld
- 2014 : Les Pingouins de Madagascar (Penguins of Madagascar) d'Eric Darnell et Simon J. Smith
- 2014 : Fury de David Ayer
- 2016 : Independence Day: Resurgence de Roland Emmerich

## Distinctions

### Récompenses
- Oscars 2010 :
  - Oscar du meilleur montage de son pour Démineurs
  - Oscar du meilleur mixage de son pour Démineurs
- BAFTA 2010 : British Academy Film Award du meilleur son pour Démineurs
- Oscars 2013 : Oscar du meilleur montage de son pour Zero Dark Thirty

### Nominations
- Oscars 2005 : Oscar du meilleur montage de son pour Spider-Man 2
- BAFTA 2005 : British Academy Film Award du meilleur son pour Spider-Man 2